# Célia Bourgeois
Célia Bourgeois, född 9 juni 1983 i Champagnole, är en fransk längdskidåkare. Bourgeois har tävlat sedan 2008.